# Polyéthylène glycol
Ne doit pas être confondu avec Éthylène glycol ou Diéthylène glycol.
On appelle polyéthylène glycol ou PEG des polyéthers linéaires de masse molaire inférieure à 20 000 g/mol fabriqués à partir de monomères d'éthylène glycol. Leurs propriétés hydrosolubles et liposolubles en font des produits utilisés dans un grand nombre d'industries (médical, cosmétique, etc.). On les appelle également macrogol dans le domaine médical. On a l'habitude d'indiquer la masse molaire moyenne du polymère après le nom, par exemple PEG-2000 (2 000 g/mol).
Lorsque leur masse molaire est supérieure à 20 000 g/mol, on les appelle plus communément poly(oxyde d'éthylène) ou poly(oxyéthylène).

## Usage comme solvant en chimie
À température ambiante, le PEG est un liquide visqueux incolore lorsqu’il a une masse moléculaire inférieure à 600 g/mol et un solide cireux lorsque sa masse moléculaire est supérieur à 800 g/mol. Le PEG liquide est miscible en toute proportion avec l’eau tandis que le PEG solide est hautement soluble dans l’eau. Le PEG de faible masse moléculaire peut donc être utilisé comme solvant polymère, c'est-à-dire un polymère qui agit comme solvant pour des composés de faible masse molaire, avec ou sans ajout d’eau. Le PEG peut ainsi dissoudre des sels inorganiques divers par complexation. De plus, la viscosité du PEG diminue lorsque la température augmente. Pour le PEG-1000, la température de fusion se situe vers 35–40 °C ; pour le PEG-2000, vers 44–45 °C.

### Solubilité
Le PEG est soluble dans l'eau, le toluène, le dichlorométhane, l’alcool et l’acétone mais n’est pas soluble dans les hydrocarbures aliphatiques comme l’hexane, le cyclohexane ou le diéthyléther. Le PEG dans l’eau peut être considéré comme un cosolvant de l’eau qui fait baisser la polarité de la solution pour permettre une meilleure solubilité des produits organiques. La faible solubilité des réactifs organiques et de leurs intermédiaires dans l’eau est le principal obstacle au développement de la chimie en milieu aqueux. De plus, le PEG peut être récupéré d’une solution aqueuse avec un solvant adéquat ou par distillation.
Le PEG-400 permet une haute solubilité des sels comme CH3COOK, KI, KNO3, KCN, K2CrO7 et peut donc être utilisé pour des réactions d’oxydation et de substitution.
Les catalyseurs de transfert de phase (CTP) sont utilisés pour transporter un réactif aqueux dans la phase organique (ou parfois dans le sens inverse) dans un état activé. Dès lors, la réaction peut avoir lieu entre un réactif aqueux et un réactif organique. Le PEG a la capacité de servir comme PTC car les chaînes polyéthylène peuvent former des complexes avec les cations métalliques comme les éthers couronnes. Les solutions de PEG ont une habilité à coordonner les cations. Pour maintenir l’électroneutralité des complexes PEG-cations métalliques doivent apporter un équivalent d’anion dans la phase organique et rendent l’anion disponible pour la réaction avec les réactifs organiques. L’activité catalytique du PEG dépend de la masse moléculaire et de la nature des cations et des anions. Le PEG et de nombreux dérivés ont été utilisés comme PTC pour remplacer les PTC onéreux et toxiques. Le PEG est moins cher que les éthers couronnes, les cryptants et plus stable aux hautes températures. Pour ces différentes raisons, le PEG a été utilisé comme PTC dans des SN, des oxydations des réactions de Williamson.

### Stabilité chimique
Le PEG est stable aux acides, aux bases, à la chaleur, au dioxygène, au peroxyde d’hydrogène, aux oxydants et aux réducteurs comme NaBH4 bien qu’une oxydation de l’hydroxyle terminal soit possible dans certains systèmes comme H2O2 ou Na2WO4.

### Propriétés environnementales
Le PEG n'est pas biodégradable mais bio éliminable par filtration rénale. Le PEG est un produit dont les effets de toxicités sont connus. La pression de vapeur est très faible et diminue lorsque la masse moléculaire augmente. Le PEG n'est pas inflammable, n'est pas volatil et est considéré par le FDA comme un produit sûr.

## Usage industriel
Le PEG est utilisé dans de nombreux secteurs de l'industrie. Il sert par exemple comme épaississant ou gélifiant à la base de nombreux produits cosmétiques (savons liquides, crèmes hydratantes, shampoings, etc.) et paramédicaux (gels hydroalcooliques, lubrifiants intimes, etc.). Il est également utilisé comme solvant dans les encres pour imprimantes ou pour fabriquer des billes de paintball, ou bien comme additif alimentaire et dans certaines résines polyesters (PEG-400).

### Usage en conservation
En archéologie, l'utilisation du PEG pour la conservation-restauration des bois gorgés d'eau s'est imposée dans divers procédés. C'est notamment la spécialité phare du laboratoire ARC-Nucléart de Grenoble.

## Usage comme médicament laxatif
On utilise entre autres des macrogols de haut poids moléculaire comme laxatifs osmotiques en cas de constipation. Il s'agit principalement de macrogol 3350 et de macrogol 4000. Les propriétés laxatives du macrogol sont liées à un accroissement du volume des liquides intestinaux. Les selles étant plus molles car mieux hydratées transitent plus vite dans le côlon et sont plus facilement évacuées.

### Contre-indications principales
Comme tous les laxatifs, ils sont à éviter en cas d'obstruction intestinale ou de perforation et dans l'affection du mégacôlon toxique.

### Effets secondaires
Il y a un risque :
- de diarrhées ; si l'effet n'est pas voulu, il faut alors réduire la dose ;
- d'allergie au macrogol, requérant un arrêt impératif du traitement.

« Le PEG a déjà été mis en cause dans des réactions anaphylactiques après ingestion de médicaments ou de préparation colique en contenant, mais aussi après injection de produit de contraste ou d’hormones. Le risque de sensibilisation semble plus élevé avec les médicaments injectables contenant du PEG de plus haut poids moléculaire ».

### Spécialités
Le polyéthylène glycol à usage médical est disponible sous diverses dénominations commerciales (Kolopeg, Fortrans, Klean-prep), cependant les médecins et pharmaciens, quels que soient leur pays ainsi que la langue qu'ils parlent, connaissent souvent cette substance sous sa dénomination commune internationale, à savoir le macrogol.

## Usage comme préparation colique
On retrouve également le PEG (ou macrogol) dans les préparations coliques. Ce dernier a pour rôle d'équilibrer les échanges d'eau car l'objectif est ici de faire un lavage intestinal grâce à une quantité importante de liquide qui transitera sans absorption tout le long du tube digestif.
En toxicologie d'urgence, le produit est employé dans de rares cas en irrigation digestive (ingéré par le patient ou administré par sonde gastrique) pour provoquer des diarrhées. La connaissance des rapports bénéfices/risques repose sur quelques cas cliniques. Les indications principales sont l'ingestion de toxiques non adsorbés par le charbon activé (fer et lithium) ou à libération prolongée ou retardée, ainsi que l'ingestion de boulettes de drogues.

## Recherche d'autres applications médicales
- Le PEG de haut poids moléculaire, par exemple le PEG-8000 donné per os, est un agent très efficace de prévention du cancer colorectal dans les modèles précliniques[8]. Dans la base de données de chimioprévention c'est le produit le plus puissant pour inhiber la cancérogenèse induite chimiquement chez le rat. Les essais cliniques n'ayant pas été réalisés on ne sait pas si la prévention du cancer par le PEG est possible chez l'homme.
- Le PEG, injecté au cobaye juste après un traumatisme vertébral, favorise la réparation des membranes nerveuses dans la moelle épinière, et permet une guérison rapide[9]. On ne sait pas encore si cet effet permettrait de prévenir la paraplégie chez l'Homme.
- Le PEG est utilisé pour augmenter la biodisponibilité de l'interféron dans le cadre du traitement de l'hépatite C[10].

### Biologie moléculaire
Le PEG est aussi utilisé pour fusionner deux cellules en vue de l'obtention d'hybrides somatiques.
Il est employé en biologie moléculaire en combinaison avec de l'ADN recombinant pour modifier des levures.
Le PEG-2000 est utilisé comme excipient dans les vaccins à ARNm, comme le Comirnaty (Tozinaméran) des firmes Pfizer et BioNTech, ou celui de Moderna Therapeutics, afin de stabiliser et prolonger la demi-vie des capsules lipidiques transportant l’ARNm, en formant à leur surface une couche hydrophile.
Des cas de réactions allergiques ont été constatés chez des personnes ayant reçu ce vaccin, dont quelques rares chocs anaphylactiques.